# قائمة الرؤساء الآسيويين المغتالين
- اغتيال إمبراطور اليابان الثاني والثلاثين سوشون (587- 592) نتيجة تدبير للهيمنة على السلطة من قبل اسرة سوجا  نسخة محفوظة 28 أغسطس 2011 على موقع واي باك مشين..
- اغتيال شاه إيران، نادر شاه في 2 يونيو 1747 ويعتقد انه كان لقائده العسكري احمد شاه ابدالي يدا في الاغتيال .
- اغتيال محمد نادر شاه (1880 - 1933) ملك أفغانستان في 8 نوفمبر 1933 في كابول على يد شاب صغير كانت لعائلته عداوات قديمة مع الملك .
- اغتيال مجيب الرحمن رئيس بنغلاديش في 15 اغسطس 1975 في انقلاب عسكري.
- اغتيال محمد داوود خان (1909 - 1978) رئيس أفغانستان في 28 أبريل 1978 في كابول في الانقلاب الماركسي الذي قاده الحزب الديمقراطي لخلق أفغانستان.
- اغتيال نور محمد تاركي (1913 - 1979) الرئيس الماركسي لأفغانستان الذي حكم لمدة 16 أشهر تقريبا، اغتيل في 14 سبتمبر 1979 وكان لاغتياله دور رئيسي في الغزو السوفيتي لأفغانستان.
- اغتيال ضياء الرحمن رئيس بنغلاديش في 30 مايو 1981 بشيتاغونغ الذي حكم لمدة 5 أعوام تقريبا.
- اغتيال محمد علی رجائی (1933 - 1981) الرئيس الإيراني الثاني بعد أبو الحسن بني صدر، تم اغتياله في 30 اغسطس 1981، كان رئيسا لإيران لمدة 14 يوما فقط.
- اغتيال محمد ضياء الحق رئيس جمهورية پاكستان الإسلامية في 17 اغسطس 1988 في انفجار طائرته العسكرية بعد إقلاعها من مطار بهاولبور متجهة إلى مطار روالپندي.
- اغتيال محمد نجيب الله (1947 - 1996) رئيس أفغانستان على يد طالبان في 16 أبريل 1996، كان آخر رئيس أفغاني أثناء الجمهورية الديمقراطية الشيوعية في أفغانستان.
- اغتيال ملك النيبال بيريندرا بير بيركام شاه (1945 - 2001) في ضروف غامضة وهناك إشاعات إنه قتل على يد إبنه ديبيندرا بير بركام (1971 - 2001) الذي تولى العرش بعده لمدة ثلاثة أيام قبل أن يموت هو نفسه، .